# Дело Элины Сушкевич и Елены Белой
Дело Элины Сушкевич и Елены Белой — уголовное дело в отношении врача анестезиолога-реаниматолога отделения реанимации и интенсивной терапии новорожденных (педиатрический блок) ГАУ Калининградской области «Региональный перинатальный центр» Элины Сушкевич и и. о. главного врача ГБУЗ Калининградской области «Родильный дом Калининградской области № 4» Елены Белой по обвинению в убийстве малолетнего, заведомо находящегося в беспомощном состоянии, совершённом в ноябре 2018 года. По версии обвинения, убийство было совершено Элиной Сушкевич путём внутривенного введения ребёнку летальной дозы сульфата магния.
Дело вызвало широкий общественный резонанс и протесты среди представителей медицинской общественности России, которые высказывают сомнение в виновности врача и качестве проведенных экспертиз, настаивая на проведении открытой независимой экспертизы.
6 декабря 2020 года Калининградский областной суд оправдал врачей Елену Белую и Элину Сушкевич, которых обвиняли в совершении преступления по п. «в» ч. 2 ст. 105 УК РФ. Этот приговор был основан на оправдательном вердикте присяжных.
27 мая 2021 года оправдательный приговор был отменен, дело направлено на повторное рассмотрение в Московском областном суде. Оба врача по решению Мособлсуда были помещены в СИЗО № 6 «Печатники».
24 августа 2022 года коллегия присяжных заседателей Московского областного суда после повторного рассмотрения дела признала Елену Белую и Элину Сушкевич виновными в убийстве. 6 сентября 2022 года Сушкевич и Белую приговорили к девяти и девяти с половиной годам лишения свободы, соответственно.

## События, приведшие к возбуждению уголовного дела
7 ноября 2018 года руководителю следственного отдела по Центральному району Калининграда позвонил неизвестный и сообщил, что в роддоме № 4 «врачи убили недоношенного новорожденного». Тем же вечером в этот роддом выехала следственная группа, были изъяты документы, опрошены персонал и 27-летняя женщина, ребёнок которой умер накануне.
Этой женщиной была Замирахон Ахмедова, гражданка Узбекистана, переехавшая с мужем в Калининградскую область в мае 2018 года, срок беременности которой составлял всего 23 недели. Она сообщила, что ночью родила живого мальчика, но когда днем захотела проведать сына, то её не пустили к нему, а через некоторое время кто-то из медработников рассказал ей о его смерти.
6 ноября 2018 года у Ахмедовой родился мальчик весом всего 714,5 граммов и ростом 32 сантиметра. После родов его перенесли в палату интенсивной терапии, где им занялась врач-неонатолог Екатерина Кисель. Из её показаний следует, что у ребёнка было сердцебиение, но не определялось дыхание, поэтому она распорядилась, чтобы медсестра через интубационную трубку ввела ему препарат «Куросурф». После этого младенцу в пупочную вену установили катетер, через который ввели ещё три дозы различных препаратов, включая антибиотик, и подключили его к аппарату ИВЛ. Затем Кисель позвонила в региональный перинатальный центр и вызвала реанимационную бригаду. В роддом прибыли неонатолог Элина Сушкевич и медсестра. По версии Сушкевич, через 6,5 часов после рождения у ребёнка остановилось сердце, поэтому она и заведующая отделением новорожденных Татьяна Косарева в течение получаса пытались его реанимировать, но массаж сердца не помог, ребёнок умер.
Однако Татьяна Косарева дала показания о том, что в кабинете главного врача роддома Елены Белой прошло совещание, на котором Белой доложили о событиях минувшей смены. По заявлению нескольких присутствовавших на нем врачей, Белая, узнав о ситуации с родами Ахмедовой и состоянии новорожденного, «выразила недовольство появлением в роддоме такого ребёнка», после чего вызвала к себе в кабинет Косареву, Кисель, акушера-гинеколога Ирину Широкую и заведующую родильным отделением Татьяну Соколову. Белая якобы ругала подчиненных за то, что они оказывали реанимационную помощь младенцу, который все равно обречен и заявила медикам о необходимости сообщить Ахмедовой о том, что её ребёнок родился мертвым, потребовала переделать журналы учёта и записать младенца, как мертворожденного. Затем, по показаниям Косаревой, Белая в присутствии Косаревой и Соколовой якобы приказала Элине Сушкевич «ввести магнезию» ребёнку. Далее, по словам Косаревой, Сушкевич в присутствии Косаревой достала из шкафа препарат «Магния сульфат», набрала из ампулы 10 мл в шприц, после подошла к кувёзу, отсоединила от пупочного катетера тройник с подведенными капельницами и ввела в него из шприца без иглы препарат. После введения препарата, по версии обвинения, давление крови ребёнка резко упало, сердцебиение остановилось, и он умер.
Показания Косаревой подтвердила Соколова, которая сумела записать на свой мобильный телефон 4-минутное видео совещания с участием Белой. По словам Соколовой, Белая говорила, что таких недоношенных детей не надо спасать, поскольку они все равно умирают на третий день и отчитывала медиков за то, что те не вызвали реанимационную бригаду сразу при поступлении роженицы.

## Позиция обвинения
В ноябре 2018 года в отношении и. о. главного врача родильного дома Белой было возбуждено уголовное дело. Она подозревалась в совершении преступлений, предусмотренных п. «в» ч. 3 ст. 286 и ч. 1 ст. 286 УК РФ (превышение должностных полномочий). По версии следствия (на момент ноября 2018 года) 5 ноября 2018 года в родильный дом поступила женщина с признаками родоразрешения, которая 6 ноября родила живого мальчика; Белая дала указания подчинённым «принять все возможные меры», чтобы ребёнок не выжил, чтобы избежать использования дорогостоящего препарата и ухудшения статистических показателей, а после смерти ребёнка дала указания внести в историю родов заведомо ложные сведения о мертворождении.

…по версии следствия, 5 ноября 2018 года в родильный дом поступила женщина с признаками родоразрешения, которая 6 ноября родила живого мальчика, весом 700 граммов. Состояние младенца было стабилизировано с использованием аппарата искусственной вентиляции лёгких и введения медицинского препарата, показанного для поддержания жизнедеятельности. Подозреваемая, явно выходя за пределы своих должностных полномочий, дала указание медицинскому персоналу принять все возможные меры, чтобы ребёнок не выжил, мотивируя свою позицию высокой стоимостью препарата и ухудшением показателей медицинской статистики в части смертности новорожденных в случае смерти ребёнка.

В этот же день новорождённый умер в роддоме. Подозреваемая, желая избежать привлечения к установленной законом ответственности и создать благоприятную картину работы учреждения, дала указание подчинённому медицинскому работнику внести в историю родов заведомо ложные сведения о том, что смерть плода наступила в утробе матери, и ребёнок родился мёртвым.— СУ СК РФ по Калининградской обл., 16.11.2018
В июне 2019 года версия следствия изменилась, была задержана и помещена под домашний арест врач Сушкевич. По текущей версии Следственного комитета РФ врач реанимационной бригады Сушкевич по указанию и. о. главного врача родильного дома Белой ввела недоношенному ребёнку смертельную дозу сульфата магния, в результате чего наступила смерть. После смерти ребёнка, по версии следствия, в историю родов были внесены заведомо ложные сведения о факте интранатальной смерти. Мотивом совершения преступления называется улучшение показателей медицинской статистики родильного дома.

По версии следствия, в ноябре 2018 года в родильном доме у женщины родился глубоко недоношенный ребёнок массой тела 700 грамм. И. о. главного врача родильного дома Белая, получив информацию от дежурных врачей о рождении ребёнка и его тяжёлом состоянии, осознавая, что последующим наиболее вероятным летальным исходом его жизни будут ухудшены показатели медицинской статистики родильного дома, что может негативно повлиять на её дальнейшее назначение на должность главного врача, а также желая сэкономить затрачиваемые на поддержание жизнеобеспечения новорождённого ресурсы родильного дома приняла решение об убийстве новорождённого. Для совершения убийства малолетнего Белая привлекла врача Сушкевич, прибывшую в составе реанимационной бригады для оказания ребёнку медицинской помощи и дальнейшей его транспортировки в перинатальный центр, с которой она предварительно обсудила способ убийства ребёнка. Затем по указанию Белой Сушкевич ввела смертельную дозу лекарственного препарата «Магния сульфат» новорождённому, в результате чего наступила его смерть. Далее по указанию Белой с целью сокрытия убийства малолетнего в историю родов были внесены заведомо ложные сведения о том, что имел место факт интранатальной смерти, то есть гибель плода. Данные обстоятельства подтверждаются заключениями комиссионной комплексной судебно-медицинской экспертизы о причине смерти ребёнка, спектрографической и других экспертиз, показаниями очевидца, присутствовавшего при совершении убийства, а также совокупностью других собранных по делу доказательств.— СК РФ, 30 июня, 2019
К судебно-медицинской экспертизе привлекался в числе прочих главный внештатный неонатолог Минздрава РФ Дмитрий Иванов.

## Позиция защиты
По словам адвоката Елены Белой Тимура Маршани, первоначальные показания Косаревой отличались от последующих: она лишь через полгода сообщила, что якобы Сушкевич ввела магнезию ребёнку, хотя до этого она об этом даже не упоминала. Белая заявила, что Косарева, оговаривая её, пытается скрыть недочеты в собственной работе. По словам Маршани, «обвинительные» показания сотрудников роддома против Елены Белой связаны с тем, что та активно пыталась «заставить их работать и повышать профессиональный уровень». Такая жесткая позиция нравилась не всем подчиненным..
Сушкевич, заявляя о своей невиновности, сочла неубедительными доводы следствия, о том что убийство младенца могло быть совершено ради положительной статистики, так как её работа не связана со статистикой.
Интересы Элины Сушкевич в суде представлял адвокат Камиль Бабасов. Наибольшие опасения на этапе следствия у него вызывало нежелание следственных органов проводить экспертизу плаценты, которая могла бы стать весомым аргументом в пользу невиновности Элины Сушкевич. По версии следствия, сульфат магния, обнаруженный в теле умершего младенца, был введен врачом, однако наличие вещества в плаценте может указывать на назначение матери ребёнка магниевой терапии, показанной при преждевременных родах. Адвокат утверждает, что исследованию подверглись ткани младенца, а кровь и моча новорожденного на наличие в нём ионов магния не исследовалась, хотя токсикологическое значение имеет именно концентрация магния в крови. Внутриклеточный магний присутствует у всех живых организмов и он накапливается в течение значительного времени. Единовременное введение раствора сульфата магния, которое привело к моментальной смерти, как это утверждает следствие, по словам адвоката, не может привести к повышению его концентрации в тканях, так как после смерти магний из сосудистого русла не может перейти в клетку, пройдя мембранный клеточный барьер. Следствие поставило перед экспертами вопрос о том могла ли смерть ребёнка произойти в результате единовременного введения ему 25%-го раствора сульфата магния в объёме 10 мл. и эксперты ответили на это положительно. Адвокат сказал, что если бы им задали вопрос о том, могла ли смерть ребёнка наступить в результате введения ему 20 мл. физраствора струйно внутривенно, то ответ был бы таким же — да могла и много всяких вариантов наступления смерти в случае введения разных препаратов. Эксперт-химик в своем заключении указал, что им было установлено превышение ионов магния, цинка, железа и меди для взрослого человека. Референсных значений при этом для новорожденных не существует. На этом фоне остается реальной версия того, что ребёнок 700 г. веса, с ph 6,9, гемоглобином 44 и давлением 19 мм.рт.ст., температурой тела 33,5 °С умер вследствие своих болезненных состояний.

## Позиция медицинского сообщества
Представители медицинского сообщества высказали сомнения в наличии у Белой и Сушкевич мотивов для совершения убийства ребёнка, а также в качестве проведения медицинской судебной экспертизы, согласно результатам которой убийство было совершено путём введения летальной дозы сульфата магния. Врачи предполагают, что смерть ребёнка, вероятно, наступила в результате неоказания ему своевременной надлежащей помощи сразу после рождения. Президент РАСПМ академик РАН Н.Н Володин написал открытое письмо с подробным изложением своего мнения на оказание помощи недоношенному ребёнку в роддоме № 4 до приезда Э. С. Сушкевич и возможные причины смерти ребёнка. Профессиональное сообщество активно поддерживает эту версию. Обнаруженное количество ионов магния в тканях новорожденного соответствует референсным значениям для новорожденных детей и не свидетельствует о введении ребёнку сульфата магния.
В связи с этим многие врачи настаивают на проведении открытой независимой экспертизы по делу. Также было проведено несколько акций протеста в поддержку Элины Сушкевич, в соцсетях размещаются публикации с хэштегом #яэлинасушкевич.
В результате общественного резонанса на дело Сушкевич был поднят вопрос нормативно-правового регулирования реанимации недоношенных детей. Медики сообщили, что принципиально необходим регламент, разработанный экспертной группой, в котором будут установлены подходы к реанимации детей с экстремально низким весом с учётом тяжести состояния, гестационного возраста и мнения родителей новорожденного.
В июне 2020 года калининградские медики направили обращение к президенту Национальной врачебной палаты Леониду Рошалю письмо с «просьбой отстоять престиж профессии и защитить ни в чём невиновных врачей».. 12 июня 2020 года Леонид Рошаль во время выступления на Поклонной горе в честь вручения медалей Героев Труда обратил внимание на дело калининградских врачей, которых обвинили в убийстве новорожденного. Церемония с участием президента Владимира Путина транслировалась в прямом эфире.

«Я должен выполнить просьбу сообщества врачебного и сказать, что нужно очень внимательно посмотреть на то, что происходит в Калининграде, когда двух врачей судят за убийство», — сказал Рошаль в ходе церемонии, отметив, что «такого не было в России с 53-го года».
.
Уже после пересмотра дела и обвинительного вердикта присяжных врач-неонатолог, кандидат медицинских наук Анна Левадная назвала этот вердикт абсурдным. Она заявила, что недоношенный ребёнок такого веса в целом имеет очень высокие риски летального исхода, что, скорее всего, у младенца была повышенная концентрация магния в тканях потому, что магнезиум вводили его матери. Врач-неонатолог Анна Карпова заявила, что многие её коллеги приняли решение уйти из профессии ещё до того, как присяжные вынесли вердикт, и что анкетирование профессионального сообщества, проведенное ранее, показало, что более 50 % врачей-неонатологов находятся на грани выбора: остаться или уйти.

## Поддержка обвиняемых общественностью
В апреле 2020 года родители бывших пациентов Элины Сушкевич запустили флешмоб, который приурочили ко дню неонатолога (5 апреля). Ставя хештег #мойврачэлинасушкевич, мамы рассказывали историю спасения своих недоношенных детей и благодарили врачей. Вскоре после этого группа пациентов запустила сайт «Мой врач Элина Сушкевич», где родители публикуют истории о том, как она выхаживала их детей.
На сайте change.org была запущена петиция с требованием объективного расследования дела, которая за два года собрала более 250 тысяч подписей.

## Оправдательный вердикт
Дело рассматривал Калининградский областной суд. Присяжные 10 декабря 2020 года вынесли оправдательный вердикт Белой и Сушкевич. Коллегия постановила, что в суде не было доказано, что 6 ноября 2018 года новорожденному через пупочный катетер было введено 10 миллилитров препарата «Магния сульфат», вследствие чего он скончался.

## Повторное рассмотрение дела
18 декабря 2020 года Генеральная прокуратура РФ подала апелляционное представление с требованием отменить оправдательный приговор и направить дело на новое рассмотрение в первую инстанцию. 27 мая 2021 года Первый апелляционный суд общей юрисдикции удовлетворил требования Генеральной прокуратуры и отменил оправдательный приговор на основании того, что защита в присутствии присяжных «ставила под сомнение объективность следствия», адвокаты заявляли о «чудовищности» обвинения, оказывали «эмоциональное воздействие» на присяжных и создавали в глазах коллегии «положительный образ» подсудимых, незаконно воздействуя на коллегию присяжных заседателей через средства массовой информации. Кроме того, судья не стал приобщать к делу один из документов, предоставленных обвинением, и отказался исключать из коллегии присяжных двоих членов, которым гособвинители заявляли отвод: один из них был ранее судим, а у второй судимость имел отец.
В июне Верховный суд РФ удовлетворил ходатайство заместителя генерального прокурора РФ Игоря Ткачева о рассмотрении уголовного дела в Московском областном суде, ходатайства обвиняемых о повторном рассмотрении дела в Калининградской области были отклонены.
Московский областной суд 4 октября 2021 года принял решение о помещении Элины Сушкевич и Елены Белой в СИЗО, а затем продлил срок содержания. По информации общественной наблюдательной комиссии Москвы, в октябре на Елену Белую, содержащуюся в СИЗО № 6 «Печатники», было совершено нападение со стороны сокамерниц.
24 августа 2022 года коллегия присяжных заседателей Московского областного суда после повторного рассмотрения дела признала Елену Белую и Элину Сушкевич виновными в убийстве. 6 сентября 2022 года Сушкевич и Белую приговорили к девяти и девяти с половиной годам лишения свободы, соответственно.
2024 году приговор был отправлен на пересмотр Верховным судом. 2025 году московский областной суд вынес новый обвинительный приговор.